# 牛运震
牛运震（1706年—1758年），字阶平，号真谷，人称空山先生，山东滋阳马青（今兖州市新兖镇牛楼村）人，清朝政治人物、文学家，同進士出身。

## 生平
牛运震的高祖牛天铸、曾祖牛起宗、祖父牛洪范都是贡生，他的父亲牛梦瑞也是拔贡，家族世代温柔敦厚，使得他自幼便受到良好的教育，十岁便能诵读四經、撰写文章，有“牛才子”之美誉。雍正元年（1723年）牛运震在十七岁时补选为县禀生，以文章文彩出众，声名远扬。雍正七年（1729年）选为拔贡生。雍正十年（1732年）应顺天鄉試中式，次年聯捷进士。雍正十三年（1735年）山东奉诏举办博学鸿词科考试，山东巡抚岳睿選推他應試，牛运震显示出过人的才华和韬略。当时的许多硕学饱读之士与其相比亦略逊一筹，遗憾的是他到京都参加殿试时，却因其文章不符合体例规定而落榜。乾隆三年（1738年）牛运震被授予甘肃秦安县知县一职，当时，京城的群贤公卿都对他到如此偏僻的外地补缺任职而惋惜，他却欣然赴任。他在秦安开凿了九条河沟，灌溉了万亩粮田，并且亲自教农民使用新式农具。在职期间，他平反了许多冤狱。他又在县里开设了陇山书院，授课教书。乾隆六年（1741年）朝廷又令牛运震兼任徽县知县，又任兩當縣知縣，由于他辖治三县，便在三县中心点的大门镇（别名小甘州）设堂办公，听讼断案。并且解决了徽县多年来的虎患。乾隆二十三年（1758年）正月二十二日，牛运震因病于家乡兖州辞世。

## 著作
- 牛运震学识渊博，博古通今，对天文、地理、兵法等均有钻研，文学尤其优秀，著有《空山堂文集》。

## 评价
牛运震一生廉洁勤政，兴利除弊，被后世誉为：“威惠甚重”。
毛泽东读其著作时批注：“读《游五姓湖记》，则见篇中人物，皆一时之豪；吾人读其文，恍惚与之交矣。游者岂徒观览山水而已哉，当识得其名人巨子贤士大夫，所谓友天下之善士也。” 。

## 延伸阅读
[在维基数据编辑]
 《清史稿·卷477》，出自趙爾巽《清史稿》